# José Juan Zaplana López
José Juan Zaplana López (Alacant, 30 de març de 1974) és un polític valencià, diputat a les Corts Valencianes en la IX legislatura.

## Biografia
Ha estudiat dret i ciències polítiques, i el 2014 ha estat titulat per l'IESE Business School-University of Navarra en Lideratge per a la Gestió Pública (PLGP) 
Ha treballat com a empresari i autònom. Militant del Partit Popular de la Comunitat Valenciana, fou president de Nuevas Generaciones a Sant Vicent del Raspeig de 2001 a 2013, i des de 2012 secretari provincial d'Alacant del PP. Fou escollit regidor de Sant Vicent del Raspeig a les eleccions municipals espanyoles de 2003, 2007 i 2011, i fins a 2015 ha estat portaveu del grup municipal popular i regidor d'esports i joventut.
Fou elegit diputat a les eleccions a les Corts Valencianes de 2015. És membre de la Comissió de Coordinació, Organització i Règim de les Institucions de La Generalitat i de la Comissió de Política Social, Ocupació i Polítiques d'Igualtat.